# Décès en février 2013
Décès
- 2009
- 2010
- 2011
- 2012
- 2013
- 2014
- 2015
- 2016
- 2017

Pour une information complémentaire, voir la page d'aide.

| Date        | Nom                              | Activités | Âge      | Source |
| ----------- | -------------------------------- | --- | -------- | ------ |
| 1er février | Rudolf Dašek                     | Guitariste de jazz tchèque.                                                                                               | 79       | (cs)   |
| 1er février | Jean Faucher                     | Réalisateur et metteur en scène québécois.                                                                                | 88       |        |
| 1er février | Mickey Finn                      | Guitariste irlandais, membre fondateur du groupe Heavy Metal Kids (en).                                                   | 65       |        |
| 1er février | Ed Koch                          | Homme politique américain, membre du congrès entre 1969 et 1977, et maire de New York de 1978 à 1989.                     | 88       |        |
| 1er février | Louis Luyt                       | Joueur de rugby à XV, homme d'affaires et homme politique sud-africain.                                                   | 80       | (en)   |
| 1er février | Yan Nascimbene                   | Dessinateur français | 63       |        |
| 1er février | Robin Sachs                      | Acteur britannico-américain.                                                                                              | 61       | (en)   |
| 1er février | Cecil Womack (en)                | Chanteur américain, chanteur du groupe Womack and Womack.                                                                 | 65       |        |
| 1er février | Vladimir Yengibaryan             | Boxeur arménien, champion olympique en 1956 pour l'URSS.                                                                  | 80       | (en)   |
| 2 février   | John Kerr                        | Acteur américain. | 81       | (en)   |
| 2 février   | Chris Kyle                       | Militaire américain. | 38       |        |
| 2 février   | Jules Lepennetier                | Entraîneur hippique, vainqueur du Grand Prix d'Amérique en 2000.                                                          | 52       |        |
| 2 février   | Lino Oviedo                      | Homme politique paraguayen.                                                                                               | 69       |        |
| 2 février   | Gérard Sabbat                    | Chanteur français. | 86       |        |
| 3 février   | Ignace Baguibassa Sambar-Talkena | Prélat catholique togolais.                                                                                               | 80       |        |
| 3 février   | B. H. Born                       | Basketteur américain. | 80       | (en)   |
| 3 février   | Abderrahmane Bouguermouh         | Réalisateur algérien de cinéma.                                                                                           | 76       |        |
| 3 février   | Cardiss Collins                  | Première femme afro-américaine à représenter l'Illinois au congrès.                                                       | 81       | (en)   |
| 3 février   | John Michael D'Arcy              | Prélat catholique américain.                                                                                              | 80       | (en)   |
| 3 février   | Oscar Feltsman                   | Compositeur russe. | 91       | (en)   |
| 3 février   | Peter Gilmore                    | Acteur britannique (Ivanhoe, Doctor Who).                                                                                 | 81       |        |
| 3 février   | Árpád Miklós                     | Acteur pornographique hongrois.                                                                                           | 45       |        |
| 3 février   | Zlatko Papec                     | Footballeur croate. | 79       | (cr)   |
| 4 février   | Eugen Altenburger                | Clown Auguste suisse. | 84       |        |
| 4 février   | Donald Byrd                      | Musicien de jazz américain, trompettiste.                                                                                 | 80       | (en)   |
| 4 février   | Beppe Devalle                    | Peintre et collagiste italien                                                                                             | 72       |        |
| 4 février   | Richard E. Geis                  | Écrivain de science-fiction américain, plusieurs fois récipiendaire du Prix Hugo.                                         | 85       | (en)   |
| 4 février   | Reg Presley                      | Auteur-compositeur-interprète britannique, leader du groupe The Troggs                                                    | 71       |        |
| 4 février   | Bror Jacques de Wærn             | Acteur, peintre et maître héraldiste suédois.                                                                             | 85       | (en)   |
| 4 février   | Essie Mae Washington-Williams    | Institutrice et écrivain américaine.                                                                                      | 87       | (en)   |
| 5 février   | Stuart Freeborn                  | Maquilleur de cinéma britannique.                                                                                         | 98       |        |
| 5 février   | Reinaldo Gargano                 | Homme politique uruguayen, ministre des Affaires Étrangères de 2005 à 2008.                                               | 78       | (es)   |
| 5 février   | Gerry Hambling                   | Monteur britannique, 3 fois primé au British Academy Film Award du meilleur montage.                                      | 86       | (en)   |
| 5 février   | Egil Hovland                     | Compositeur norvégien. | 88       | (no)   |
| 5 février   | Joseph Madec                     | Évêque français, évêque émérite de Fréjus - Toulon                                                                        | 89       |        |
| 5 février   | Leda Mileva                      | Traductrice, écrivain et diplomate bulgare.                                                                               | 93       | (en)   |
| 5 février   | Paul Tanner                      | Musicien américain, joueur de trombone, dernier survivant de l'orchestre de Glenn Miller.                                 | 95       | (en)   |
| 5 février   | Gilles Veinstein                 | Historien français, spécialiste de l'histoire turque et ottomane.                                                         | 67       |        |
| 5 février   | Klaus Wyrtki                     | Océanographe américain.                                                                                                   | 87       | (en)   |
| 5 février   | Derek Yalden                     | Zoologiste britannique.                                                                                                   | 72       | (en)   |
| 6 février   | Chokri Belaïd                    | Homme politique et avocat tunisien.                                                                                       | 48       |        |
| 6 février   | Menachem Elon                    | Juriste et écrivain israélien.                                                                                            | 89       | (en)   |
| 6 février   | Fabio Frittelli                  | Chanteur italien du groupe Mo-Do, connu pour leur single Eins, zwei, Polizei.                                             | 46       |        |
| 6 février   | Roger Motut                      | Enseignant et écrivain canadien franco-albertain et fransaskois.                                                          | 95       |        |
| 6 février   | René Vestri                      | Homme politique français, sénateur des Alpes-Maritimes.                                                                   | 74       |        |
| 7 février   | William Anthony Hughes           | Prélat catholique américain.                                                                                              | 91       | (en)   |
| 7 février   | José Moustache                   | Homme politique guadeloupéen, député et président du Conseil régional de la Guadeloupe (1983-1986).                       | 80       |        |
| 7 février   | Krsto Papić                      | Réalisateur et scénariste croate.                                                                                         | 79       | (hr)   |
| 7 février   | Jürgen Untermann                 | Linguiste, philologue et épigraphiste allemand.                                                                           | 84       | (en)   |
| 7 février   | Douglas Joseph Warren            | Prélat catholique australien.                                                                                             | 93       | (en)   |
| 8 février   | Giovanni Cheli                   | Cardinal italien. | 94       | (it)   |
| 8 février   | James DePreist                   | Chef d'orchestre américain.                                                                                               | 76       | (en)   |
| 8 février   | Jan Ellis                        | Joueur sud-africain de rugby à XV.                                                                                        | 71       |        |
| 8 février   | Ron Hansell (en)                 | Footballeur anglais (Norwich City, Chester City).                                                                         | 82       | (en)   |
| 8 février   | Ian Lister (en)                  | Footballeur écossais (Aberdeen, Dunfermline, Saint Mirren).                                                               | 65       | (en)   |
| 8 février   | Gabriel de Poulpiquet            | Homme politique français, député du Finistère de 1958 à 1978.                                                             | 98       |        |
| 8 février   | Alan Sharp (en)                  | Scénariste et écrivain écossais (La Fugue, Rob Roy).                                                                      | 79       | (en)   |
| 8 février   | William Smith                    | Nageur américain, double médaillé d'or aux Jeux olympiques d'été de 1948.                                                 | 88       | (en)   |
| 8 février   | Alfred Sosgórnik                 | Athlète polonais, spécialiste du lancer du poids.                                                                         | 79       | (pl)   |
| 9 février   | Richard Artschwager              | Peintre, dessinateur et sculpteur américain.                                                                              | 89       | (en)   |
| 9 février   | Gérard Asselin                   | Homme politique québécois.                                                                                                | 62       |        |
| 9 février   | Akiva Orr                        | Homme politique israélien (décès annoncé à cette date).                                                                   | 81       | (en)   |
| 9 février   | Leonardo Polo (en)               | Philosophe espagnol, rattaché à la philosophie continentale (métaphysique, épistémologie).                                | 87       | (es)   |
| 10 février  | Abderrezak Bouhara               | Ancien ministre et sénateur algérien.                                                                                     | 79       |        |
| 10 février  | Bill Roost (en)                  | Footballeur anglais (Bristol Rovers, Swindon Town).                                                                       | 88       | (en)   |
| 10 février  | Thierry Rupert                   | Basketteur français. | 35       |        |
| 10 février  | Zhuang Zedong                    | Pongiste chinois, triple champion du monde en 1961, 1963 et 1965.                                                         | 70       |        |
| 11 février  | Oswaldo Brenes Álvarez           | Prélat catholique costaricien.                                                                                            | 70       | (es)   |
| 11 février  | Jacques Hoyaux                   | Homme politique belge, membre du PS et militant wallon.                                                                   | 82       |        |
| 11 février  | Teodor Lucuță (es)               | Footballeur international roumain du FC Dinamo Bucarest.                                                                  | 57       | (ro)   |
| 11 février  | Frank Seator                     | Footballeur international libérien.                                                                                       | 37       | (en)   |
| 11 février  | Lim Yoon Taek                    | Chanteur et leader coréen du groupe Ulala Session .                                                                       | 32       | (ko)   |
| 11 février  | Alfred Zijai                     | Footballeur international albanais du KS Flamurtari Vlorë.                                                                | 52       |        |
| 12 février  | Soutam ben Abdelaziz Al Saoud    | Homme politique saoudien, membre de la dynastie Al Saoud, émir de la province de Riyad.                                   | 72       | (en)   |
| 12 février  | Renate Schoene                   | Bibliothécaire allemande, auteur d'une bibliographie de plus de 29000 titres sur le vin.                                  | 67       | (de)   |
| 12 février  | Hennadiy Udovenko                | Homme politique et diplomate ukrainien, président de l'Assemblée générale des Nations unies (1997 et 1998).               | 81       | (uk)   |
| 13 février  | Gabriele Basilico                | Photographe italien. | 68       |        |
| 13 février  | Louis-René Berge                 | Graveur français. | 85       |        |
| 13 février  | Michel-André Cardin              | Comédien canadien. | 49       |        |
| 13 février  | Gerry Day                        | Scénariste américaine (Le Trou noir, Denis la Malice).                                                                    | 91       | (en)   |
| 13 février  | Loïck Fougeron                   | Marin français. | 87       |        |
| 14 février  | Richard J. Collins               | Scénariste, producteur et réalisateur américain (Bonanza, Matlock).                                                       | 98       | (en)   |
| 14 février  | Mary Crow Dog                    | Écrivain américain de la tribu Sioux Lakota, membre de l'American Indian Movement.                                        | 58       | (en)   |
| 14 février  | Tim Dog                          | Rappeur américain (de son vrai nom Timothy Blair).                                                                        | 46       |        |
| 14 février  | Ronald Dworkin                   | Philosophe américain. | 81       | (en)   |
| 14 février  | Luis Cruzado                     | Footballeur péruvien. | 71       | (es)   |
| 14 février  | Goldie Harvey                    | Chanteuse de R'n'B nigériane.                                                                                             | 29       | (en)   |
| 14 février  | Mark Kamins                      | Disc jockey et producteur américain, "découvreur" de Madonna.                                                             | 57       | (en)   |
| 14 février  | Shadow Morton (en)               | Auteur-compositeur et producteur des Shangri-Las, dont le tube The Leader of the Pack.                                    | 72       |        |
| 14 février  | T.L. Osborn                      | Missionnaire évangélique américain.                                                                                       | 89       | (pt)   |
| 14 février  | Reeva Steenkamp                  | Mannequin sud-africaine.                                                                                                  | 29       |        |
| 14 février  | Zdeněk Zikán                     | Footballeur tchèque, international pour la Tchécoslovaquie.                                                               | 75       | (cs)   |
| 15 février  | Marcel Cavaillé                  | Homme politique français.                                                                                                 | 86       |        |
| 15 février  | Pat Derby                        | Dresseuse d'animaux pour les séries Flipper le dauphin, Daktari et Lassie.                                                | 69       |        |
| 15 février  | Alain Desrosières                | Statisticien, historien des statistiques français.                                                                        | 72       |        |
| 15 février  | Eric Ericson                     | Musicien et chef de chœur suédois.                                                                                        | 94       | (sv)   |
| 15 février  | Carmelo Imbriani (it)            | Footballeur italien (SSC Naples, Genoa CFC) puis entraîneur (Bénévent Calcio).                                            | 37       |        |
| 15 février  | Bill Morrison (en)               | Homme politique australien, notamment ancien Ministre de la Défense.                                                      | 84       | (en)   |
| 15 février  | Sauveur Rodriguez                | Footballeur français. | 92       |        |
| 15 février  | Branford Taitt (en)              | Homme politique barbadien, plusieurs fois ministre et président du Sénat.                                                 | 74       | (en)   |
| 16 février  | Lanier Greig                     | Musicien américain, ancien membre de ZZ Top.                                                                              | 64       | (en)   |
| 16 février  | Les McNichol (en)                | Joueur de rugby à XIII international néo-zélandais.                                                                       | 80       |        |
| 16 février  | Tony Sheridan                    | Guitariste et chanteur anglais, a collaboré avec les Beatles à leur début.                                                | 72       |        |
| 17 février  | Richard Briers                   | Acteur anglais. | 79       |        |
| 17 février  | Pierre Lorillon                  | Militaire (pilote de chasse) français.                                                                                    | 94       |        |
| 17 février  | Mindy McCready                   | Chanteuse de country américaine.                                                                                          | 37       |        |
| 18 février  | Kevin Ayers                      | Musicien (guitariste, bassiste et chanteur) anglais (Soft Machine).                                                       | 68       |        |
| 18 février  | Otto Beisheim                    | Homme d'affaires et industriel allemand.                                                                                  | 89       |        |
| 18 février  | Robert Bouquillon                | Peintre, illustrateur et lithographe français de la seconde École de Paris.                                               | 90       |        |
| 18 février  | Jerry Buss                       | Homme d'affaires américain, propriétaire des Lakers de Los Angeles (10 titres NBA).                                       | 80       | (en)   |
| 18 février  | Damon Harris (en)                | Musicien américain, chanteur des Temptations de 1971 à 1975.                                                              | 62       | (en)   |
| 18 février  | Chieko Honda                     | Actrice japonaise, spécialiste du Seiyū.                                                                                  | 49       | (en)   |
| 18 février  | James Irvine                     | Designer britannique. | 54       | (en)   |
| 18 février  | Marc Louise                      | Peintre, lithographe, illustrateur et sculpteur français.                                                                 | 63       |        |
| 18 février  | Matt Mattox                      | Danseur et chorégraphe américain, ayant principalement exercé en France.                                                  | 91       |        |
| 18 février  | Craig McKinley (en)              | Physicien et aquanaute canadien, participant au programme NEEMO 7.                                                        | 48       | (en)   |
| 18 février  | Otfried Preussler                | Écrivain allemand, auteur de littérature d'enfance et de jeunesse.                                                        | 89       | (de)   |
| 19 février  | Park Chul-soo                    | Cinéaste sud-coréen. | 65       | (ko)   |
| 19 février  | Joaquín Cordero                  | Acteur mexicain. | 89       | (es)   |
| 19 février  | John Downie (en)                 | Footballeur écossais (Manchester United, Luton Town, Hull City).                                                          | 87       | (en)   |
| 19 février  | Gerhard Frey                     | Éditeur, homme d'affaires et politicien allemand.                                                                         | 80       | (en)   |
| 19 février  | Robert Coleman Richardson        | Physicien américain, colauréat du prix Nobel de physique de 1996.                                                         | 75       | (en)   |
| 19 février  | Donald Richie                    | Écrivain et critique de cinéma américain, spécialiste de culture et de cinéma japonais.                                   | 88       | (en)   |
| 19 février  | Hubert Schieth (de)              | Footballeur allemand (Eintracht Francfort) puis manager (VfL Bochum, Wattenscheid, Bayer Leverkusen).                     | 86       | (de)   |
| 20 février  | Lou Myers                        | Acteur américain (Campus Show).                                                                                           | 67       | (en)   |
| 20 février  | Antonio Roma                     | Footballeur (gardien de but) international argentin (42 sélections).                                                      | 80       | (es)   |
| 20 février  | Maurice Savoie                   | Céramiste québécois. | 82       |        |
| 20 février  | Youssef Sleman (en)              | Footballeur syrien, joueur du Al-Karamah SC, tué pendant la guerre civile syrienne.                                       | 26       | (en)   |
| 20 février  | Magic Slim                       | Chanteur de blues américain.                                                                                              | 75       | (en)   |
| 21 février  | Nazem Ganjapour (en)             | Footballeur international iranien (Shahin FC, Persépolis Téhéran).                                                        | 69       | (en)   |
| 21 février  | Alain Gheerbrant                 | Poète et explorateur français.                                                                                            | 92       |        |
| 21 février  | Alekseï Guerman                  | Cinéaste russe. | 74       | (ru)   |
| 21 février  | Hasse Jeppson                    | Footballeur international suédois.                                                                                        | 87       | (it)   |
| 21 février  | Masahiro Kanagawa                | Tueur à la chaîne japonais, auteur du « Massacre de Tsuchiura ».                                                          | 29       | (en)   |
| 21 février  | Bruce Millan                     | Homme politique écossais, secrétaire d'État pour l'Écosse, commissaire européen et député travailliste.                   | 85       | (en)   |
| 21 février  | Dick Neal Jr. (en)               | Footballeur anglais (Lincoln City, Birmingham City, Middlesbrough).                                                       | 79       | (en)   |
| 21 février  | Cleotha Staple                   | Chanteuse américaine, membre du groupe gospel The Staple Singers.                                                         | 78       | (en)   |
| 21 février  | Del Tenney                       | Réalisateur, producteur et acteur américain, spécialisé dans le cinéma d'horreur.                                         | 82       | (en)   |
| 22 février  | Atje Keulen-Deelstra             | Patineuse de vitesse néerlandaise, triple médaillée olympique, quadruple championne du monde toutes épreuves.             | 74       | (nl)   |
| 22 février  | Jean-Louis Michon                | Traducteur, essayiste et théologien pérennialiste français.                                                               | 88       |        |
| 22 février  | Claude Monteux                   | Flûtiste et chef d'orchestre américain.                                                                                   | 92       | (en)   |
| 22 février  | Édouard Salzborn                 | Footballeur français. | 85       |        |
| 22 février  | Wolfgang Sawallisch              | Chef d'orchestre et pianiste allemand.                                                                                    | 89       |        |
| 22 février  | Philippe Tisseyre                | Pianiste compositeur fantaisiste québécois.                                                                               | 54       |        |
| 23 février  | Abdelhamid Abou Zeid             | Terroriste islamiste algérien.                                                                                            | 48       |        |
| 23 février  | Joan Child                       | Femme politique australienne.                                                                                             | 91       | (en)   |
| 23 février  | Lama Karta                       | Moine bouddhiste et musicien tibétain, directeur spirituel des centres bouddhistes de Huy, Bruxelles et Schoten.          | 53       |        |
| 23 février  | Julien Ries                      | Cardinal belge, anthropologue des religions.                                                                              | 92       |        |
| 23 février  | Maurice Rosy                     | Auteur de bandes dessinées et illustrateur de littérature d'enfance et de jeunesse belge francophone.                     | 85       |        |
| 24 février  | Dave Charlton                    | Pilote automobile sud-africain.                                                                                           | 76       | (en)   |
| 24 février  | Ralph Hotere                     | Artiste néo-zélandais. | 81       | (en)   |
| 24 février  | Con Martin                       | Footballeur irlandais (gardien de but, défenseur, milieu et attaquant), international à la fois pour l'Irlande et l'Eire. | 89       | (en)   |
| 25 février  | Allan B. Calhamer                | Auteur américain du jeu de société Diplomatie.                                                                            | 81       |        |
| 25 février  | Stewart "Dirk" Fischer (en)      | Musicien de jazz, compositeur, trompettiste et joueur de trombone américain.                                              | 88       | (en)   |
| 25 février  | Ray O'Connor                     | Homme politique australien, ancien Premier ministre d'Australie-Occidentale.                                              | 86       | (en)   |
| 25 février  | Willy Rizzo                      | Photographe et designer franco-italien.                                                                                   | 84       |        |
| 25 février  | Dan Toler (en)                   | Guitariste américain, ancien membre de The Allman Brothers Band.                                                          | 64       | (en)   |
| 26 février  | Marie-Claire Alain               | Organiste française. | 86       |        |
| 26 février  | Souleimane Chawki                | musicien, chanteur et compositeur marocain.                                                                               | 83 ou 84 |        |
| 26 février  | Bert Flugelman                   | Sculpteur australien. | 90       | (en)   |
| 26 février  | Frédéric Lebon                   | Imitateur, humoriste français.                                                                                            | 47       |        |
| 27 février  | John Annus                       | Peintre et photographe letton naturalisé américain.                                                                       | 77       | (en)   |
| 27 février  | María Asquerino                  | Actrice espagnole. | 86       | (es)   |
| 27 février  | Henri Caillavet                  | Homme politique français, ancien ministre, député et sénateur.                                                            | 99       |        |
| 27 février  | Van Cliburn                      | Pianiste américain. | 78       | (en)   |
| 27 février  | Ramon Dekkers                    | Combattant de boxe thaïlandaise néerlandais, huit fois champion du monde de la discipline.                                | 43       | (en)   |
| 27 février  | Stéphane Hessel                  | Résistant, écrivain et diplomate français.                                                                                | 95       |        |
| 27 février  | Vital Loraux                     | Arbitre de football belge.                                                                                                | 87       |        |
| 27 février  | Dale Robertson                   | Acteur américain (Le Cheval de fer).                                                                                      | 89       | (en)   |
| 27 février  | Françoise Seligmann              | Résistante, journaliste et femme politique française.                                                                     | 93       |        |
| 27 février  | Richard Street                   | Musicien américain, chanteur des Temptations de 1971 à 1993.                                                              | 70       | (en)   |
| 27 février  | Adolfo Zaldívar (en)             | Homme politique chilien, ambassadeur en Argentine et président du Sénat du Chili.                                         | 69       | (es)   |
| 27 février  | Imants Ziedonis                  | Poète letton. | 79       | (lv)   |
| 28 février  | Theo Bos                         | Footballeur puis entraîneur néerlandais (Vitesse Arnhem).                                                                 | 47       | (nl)   |
| 28 février  | Daniel Darc                      | Chanteur français, chanteur du groupe Taxi Girl.                                                                          | 53       |        |
| 28 février  | Donald Arthur Glaser             | Physicien et neurobiologiste américain, Prix Nobel de physique en 1960, pour l'invention de la chambre à bulles.          | 86       | (en)   |
| 28 février  | Jean Honoré                      | Cardinal français, archevêque émérite de Tours.                                                                           | 92       |        |
| 28 février  | Neil McCorkell (en)              | Joueur de cricket anglais (Hampshire County Cricket Club, 396 first-class).                                               | 100      | (en)   |
| 28 février  | Seamus O'Connell (en)            | Footballeur anglais (Queen's Park FC, Middlesbrough, Chelsea, Carlisle United).                                           | 83       | (en)   |
| 28 février  | Bruce Reynolds                   | Criminel anglais, cerveau de l'Attaque du train postal Glasgow-Londres en 1963.                                           | 81       |        |
| 28 février  | Armando Trovajoli                | Compositeur italien de musiques de films                                                                                  | 95       |        |